# Epidermolysis bullosa
Epidermolysis bullosa (EB) ist eine genetisch bedingte Hautkrankheit, die je nach Subtyp autosomal-dominant oder -rezessiv vererbt wird. Betroffene werden als Schmetterlingskinder bezeichnet, weil ihre Haut so verletzlich wie die Flügel eines Schmetterlings sei. Ursache ist eine angeborene Mutation in bestimmten Genen, deren Genprodukte (Proteine) unter anderem für den intakten zellulären Aufbau der Haut notwendig sind. Die mechanische Verbindung zwischen den unterschiedlichen Hautschichten ist unzureichend ausgebildet, dadurch können je nach Subtyp Blasen und Wunden mit möglicher Narbenbildung entstehen (am und im ganzen Körper, zum Beispiel auch Mund (Mikrostomie) und Speiseröhre). Die Krankheit wird umgangssprachlich auch als Schmetterlingshaut bezeichnet.

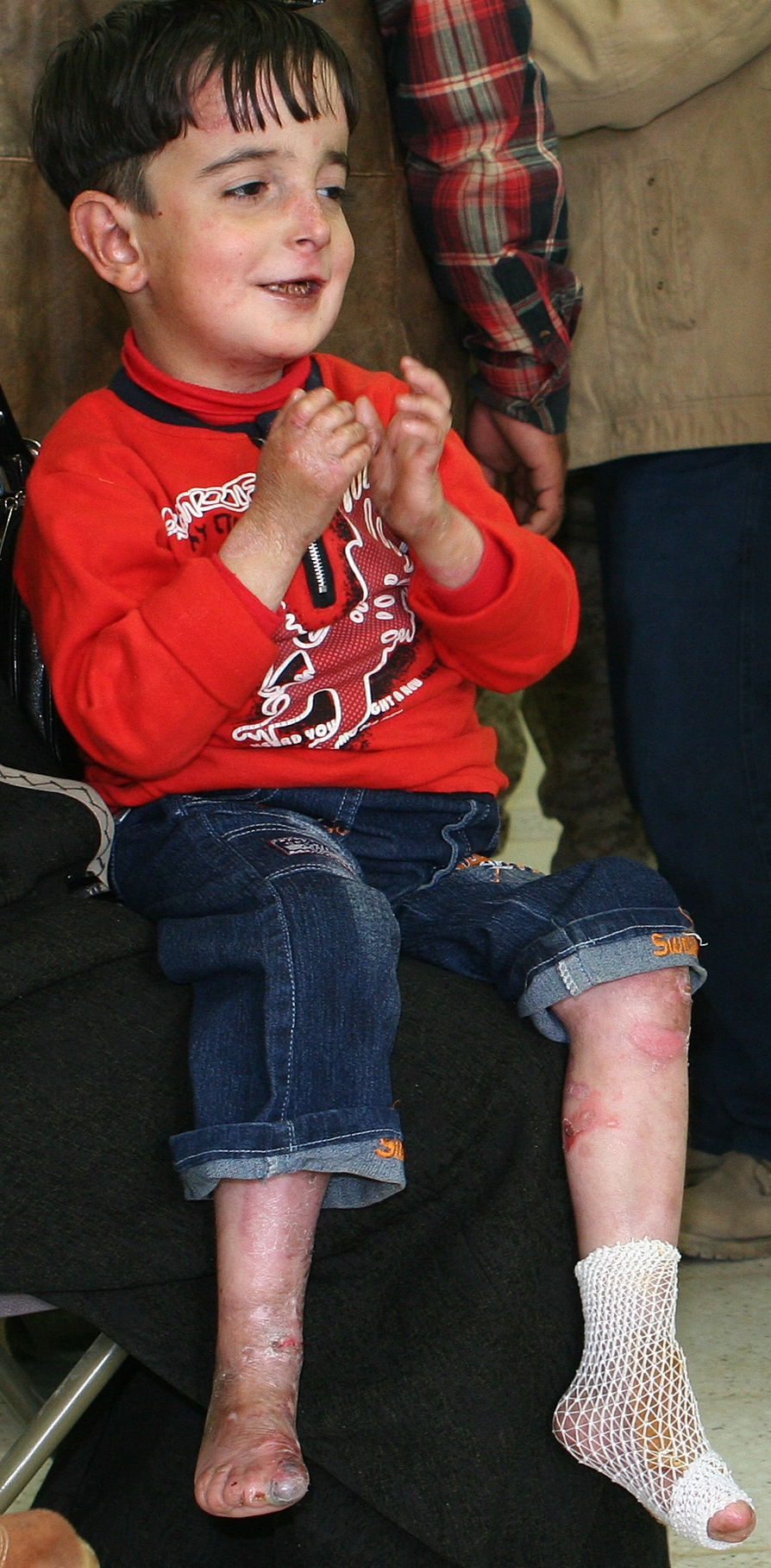
Irakischer Junge mit Epidermolysis bullosa

## Formen
Seit 1999 wird die EB nach Expertenkonsens in drei Hauptformen unterteilt, die in der Tabelle aufgeführt sind. Die früher übliche Einteilung auf Grund molekularer Abnormitäten wurde wegen der ausgeprägten genetischen Vielfalt nicht mehr für sinnvoll gehalten.
| Hauptform             | häufigste Subtypen                                                        | mutierte Gene                                                 | Gen-kodierte Proteine                             |
| --------------------- | ------------------------------------------------------------------------- | ------------------------------------------------------------- | ------------------------------------------------- |
| EB simplex (EBS)      | EBS Weber-Cockayne EBS Koebner EBS Dowling Meara EBS mit Muskeldystrophie | KRT 5 und KRT 14 PLEC 1                                       | Keratin 5 und 14 Plectin                          |
| EB junctionalis (EBJ) | EBJ Herlitz EBJ non-Herlitz EBJ mit Pylorusatresie                        | LAMB3, LAMC2, LAMA3 COL17A1, LAMB3, LAMC2, LAMA3 ITGA6, ITGB4 | Laminin 5 Kollagen XVII, Laminin 5 α6 β4 Integrin |
| EB dystrophica (EBD)  | EBD Hallopeau-Siemens EBD non-Hallopeau-Siemens Dominante EBD             | COL7A1                                                        | Kollagen VII                                      |

Die Epidermolysis bullosa ist nicht ansteckend, beeinträchtigt nicht die Intelligenz, führt aber zu mehr oder weniger schweren Behinderungen und kann zu frühzeitigem Tod führen. Mögliche Beeinträchtigungen und Folgen sind Unterernährung, Minderwuchs, Finger- und Zehenverwachsungen, Karies, Haarverlust, Bewegungsbehinderung, Hautkrebs und Schmerzen.
Es besteht eine Assoziation mit der Aplasia cutis congenita.

## Therapie
Die Behandlung beinhaltet die regelmäßige (täglich mehrmalige) Wundversorgung. Bislang gibt es keine heilende Therapie.
Die Gentherapie ist derzeit die einzige Hoffnung auf eine echte Heilung. Im Jahr 2013 gab es den erfolgversprechenden Bericht eines Patienten, der durch Transplantation genetisch veränderter Hautzellen zumindest an den transplantierten Hautstellen symptomfrei blieb.
Am 8. November 2017 wurde in vielen Medien über die Heilung eines achtjährigen Jungen berichtet. Die Heilung erfolgte durch aus genetisch veränderten Stammzellen gewonnene Oberhautstücke. An 60 % der Haut war bei Einlieferung in die Bochumer Kinderklinik keine oberste Hautschicht mehr vorhanden. An einer der Stellen ohne Blasen wurden im September 2015 vier Quadratzentimeter Haut entnommen und daraus epidermische (also der Oberhaut) Stammzellen gewonnen. In diesen Stammzellen wurde der Gendefekt beseitigt, indem eine gesunde Variante des LAMB3-Gens mit einem Virus ins Erbgut eingebracht wurde. Folgend wurden aus diesen Zellen Oberhautstücke im Labor gezüchtet, die dem Jungen im Oktober und November 2015 am Großteil seines Körpers vom Münsteraner plastischen Chirurgen Tobias Hirsch transplantiert wurden. Auf Teile der verbliebenen unbehandelten Körperfläche wurde im Januar 2016 noch Oberhaut transplantiert. Rund 80 % der Oberhaut des Jungen wurden ersetzt. Im Februar 2016 wurde er aus dem Krankenhaus entlassen, im März besuchte er wieder die Schule. Der Junge hatte nach dem im November 2017 erschienenen Bericht der Forscher kein Jucken mehr, keine Blasen und benötigte keine Salbe oder Medikamente. Eine Gentherapie für diese Krankheit wurde schon 2006 erfolgreich versucht, jedoch im wesentlich kleineren Rahmen bei einem Patienten, der Probleme an einer Stelle am Bein hatte.
2023 genehmigte die Food and Drug Administration der Vereinigten Staaten die erste von dem Startup Krystal Biotech entwickelte Gentherapie als Salbe. Durch die Salbe werden in die Hautzellen Gene eingefügt, wodurch die Zellen Kollagen selbst erzeugen. Da sich die Hautzellen regelmäßig erneuern, muss die Behandlung einmal pro Woche neu durchgeführt werden. Für einen Patienten wurde eine Version des Medikaments als Augentropfen entwickelt. Sie ermöglicht es dem Patienten erstmals, Objekte und nicht nur Schatten zu sehen.